# Wiwa Korowi
Sir Wiwa Korowi, GCMG (* 7. Juli 1948 in Komali, Southern Highlands Province, Papua-Neuguinea) ist ein papua-neuguineischer Politiker.

## Biografie
Korowi begann seine politische Laufbahn als Mitglied der National Alliance Party mit seiner Wahl zum Abgeordneten des Versammlungshauses (House of Assembly).
Am 11. November 1991 wurde er vom Parlament zum Nachfolger des zurückgetretenen Sir Serei Eri zum neuen Generalgouverneur gewählt und übernahm das Amt von dem amtierenden Generalgouverneur und Parlamentssprecher Dennis Young am 18. November 1991. Nach seiner Amtsübernahme wurde er von Königin Elisabeth II. zum Knight Grand Cross des Order of St. Michael and St. George ernannt. Nach sechsjähriger regulärer Amtszeit übergab er am 20. November 1997 an Silas Atopare.